# 1376
El 1376 (MCCCLXXVI) fou un any de traspàs començat en dimarts del calendari julià.

## Esdeveniments
- Primer ús de l'impeachment al Parlament britànic, prova del seu poder creixent, jutjant per corrupció William Latimer, membre important de la cort.